# Kaufsystem
Il kaufsystem era un sistema di produzione utilizzato da mercanti e banchieri nella società preindustriale: il mercante commissionava ai produttori rurali le merci da produrre (nella maggioranza dei casi si trattava di indumenti o di semplici strumenti agricoli) senza fornire i fattori di produzione (strumenti e materie prime), che venivano acquistati dalla comunità rurale nei mercati o nei villaggi vicini, e dopo una data di scadenza tornava a ritirare i prodotti, pagando la comunità.